# Paralepis
Paralepis is een geslacht van straalvinnige vissen uit de familie van barracudinas (Paralepididae). Het geslacht is voor het eerst wetenschappelijk beschreven in 1816 door Cuvier.

## Soorten
- Paralepis brevirostris (Parr, 1928)
- Paralepis coregonoides Risso, 1820
- Paralepis elongata (Brauer, 1906)
- Paralepis speciosa Bellotti, 1878